# Platypalpus analis
Platypalpus analis är en tvåvingeart som först beskrevs av Johann Wilhelm Meigen 1830.  Platypalpus analis ingår i släktet Platypalpus och familjen puckeldansflugor. Arten är reproducerande i Sverige. Inga underarter finns listade i Catalogue of Life.